# The Change
The Change – szósty album studyjny szwedzkiej piosenkarki Marie Fredriksson.
Jest to pierwsza płyta wokalistki nagrana w języku angielskim. Utwory opowiadają o chorobie i uczuciach piosenkarki. Producentem płyty jest Mikael Bolyos, mąż Marie Fredriksson. W Polsce płyta została wydana przez wytwórnię Warner Music Poland. Na końcu płyty została umieszczona wersja piosenki "The Change" nagrana wspólnie z orkiestrą.

## Lista utworów
1. "The Change"
2. "2:nd Chance"
3. "All You've Gotta Do Is Feel"
4. "April Snow"
5. "Love 2 Live"
6. "Mother"
7. "Many Times"
8. "All About You"
9. "The Good Life"
10. "Bad Moon"
11. "A Table In The Sun"
12. "The Change" (z orkiestrą)